# Dén xechnó
El símbolo "Dén xechnó" (en griego moderno Δεν ξεχνώ, en katharévousa Δέν ξεχνῶ, «No lo olvido») fue creado en la mañana del 14 de agosto de 1974, el día en que la invasión turca "Attila 2" dividió Chipre.
El autor del eslogan fue el escritor y publicista Nikos Dimou. Al escucharlo por primera vez en la radio, lo asoció inmediatamente con la imagen de Chipre herida, visualizando la “Línea Verde“ como una corriente de sangre coagulada que ahogaba la isla. El lema fue impreso en miles de pegatinas y distribuido ampliamente: se enviaron copias a periódicos, fue traducido a numerosos idiomas y compartido en diversas partes del mundo donde residían estudiantes griegos y chipriotas. 